# Cypseloidinae
Cypseloidinae (лат.) — подсемейство стрижей, обитающих в Америке. Включает два рода — Cypseloides и Streptoprocne. Этих стрижей объединяет анизодактильная нога (большой палец направлен назад, а остальные вперёд) и строение крыла, при котором отсутствует пятое второстепенное маховое перо. Важной характеристикой также является наличие двух сонных артерий. Представители подсемейства не используют слюну при строительстве гнезда, основными материалами являются мхи, печёночники и грязь. Гнёзда обычно располагаются у воды, в кладке — одно либо два яйца. Вылупившиеся птенцы покрыты серым пухом.
Отдельное подсемейство было выделено южноафриканским орнитологом Ричардом Кендаллом Бруком в 1970 году по ряду морфологических признаков. До этого в семействе стрижей наряду с подсемейством Apodinae выделяли подсемейство Chaeturinae, основываясь исключительно на строении ноги.

## Описание

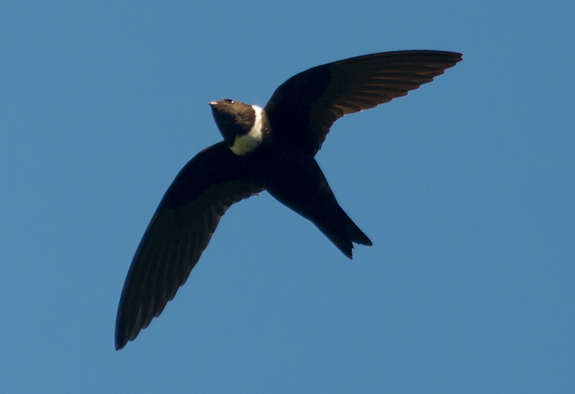
Ярко выделяется белый воротник ошейникового американского стрижа

Оперение всех представителей подсемейства Cypseloidinae равномерно окрашено в чёрный цвет и обычно темнее, чем у обыкновенных стрижей (Apus). В частности, в чёрный цвет, такой же, как на спине, окрашено охвостье, что отличает их от иглохвостов (Chaetura) — других стрижей, также обитающих в Америке, — у которых охвостье всегда светлее спины. В районе головы выделяются яркие, преимущественно белые, пятна. У ошейникового американского стрижа (Streptoprocne zonaris) это кольцо вокруг шеи, у щитоносного американского стрижа (Streptoprocne biscutata) — затылок и грудь, у белоголового американского стрижа (Streptoprocne semicollaris) — затылок, у пятнистолобого американского стрижа (Cypseloides cherriei) — пятна по сторонам лба, у белогорлого американского стрижа (Cypseloides cryptus) — пятна по сторонам лба и на подбородке, у тёмного американского стрижа (Cypseloides fumigatus) — иногда белый подбородок. Ярко-рыжее кольцо, похожее на кольцо ошейникового американского стрижа, встречается у близкородственных тропических видов — красношейного американского стрижа (Streptoprocne rutila) и венесуэльского стрижика (Streptoprocne phelpsi). У сумеречного американского стрижа (Cypseloides senex) голова сероватая, а у чёрного американского стрижа (Cypseloides niger) белых пятен нет. Британский орнитолог Дэвид Лак полагал, что некоторые представители подсемейства обладают половым диморфизмом в окраске, который полностью отсутствует у стрижей подсемейства Apodinae, однако дальнейшие исследования показали, что яркое оперение некоторых американских стрижей зависит от возраста и у самок проявляется позднее.
У представителей подсемейства Cypseloidinae в крыле нет пятого второстепенного махового пера, что ставит их в один ряд с древесными стрижами, но отделяет от остальных стрижей. Длина крыльев варьирует от 120—130 мм у красношейного и пятнистолобого американских стрижей, до 230 мм у белоголового, который является одним из самых крупных стрижей. Строение хвоста у стрижей подсемейства Cypseloidinae схоже с колючехвостами (Chaeturini). Оси рулевых перьев слегка выступают за опахала, что позволяет использовать хвост для поддержки на вертикальных поверхностях, как это делают дятловые (Picidae) и пищуховые (Certhiidae). Вместе с тем, Лак полагал, что в отличие от колючехвостов, у которых рулевые перья вытянулись в результате специализации, у представителей подсемейства Cypseloidinae кончики перьев потеряли бородки из-за трения. Он также обращал внимание на сложности классификации таких стрижей, так как их хвост может быть прямым или слегка закруглённым, глубоко или слабо вильчатым или без разреза.
Эти стрижи обладают исключительно анизодактильным строением ноги, когда большой палец направлен назад, а остальные вперёд. При этом длина большого пальца составляет около половины длины внутреннего пальца, в то время как у Chaetura большой палец короче. Учитывая, что эти стрижи схожим образом закрепляются на вертикальных поверхностях, более короткий большой палец колючехвостов непосредственно связан с более сильными и острыми рулевыми перьями последних.
К морфологическим особенностям птиц подсемейства Cypseloidinae, наряду со строением крыльев, ног и хвоста, Брук отнёс также наличие двух сонных артерий (у остальных стрижей одна). У них примитивное нёбо, который лучше развито у остальных стрижей, и простая ременная мышца головы (Musculus splenius capitis). Брук полагал, что эти признаки говорят о примитивности данного подсемейства стрижей.

## Поведение
Обычно представители подсемейства летают очень быстро и очень высоко над землёй. Часто они не расправляют полностью крылья в полёте, из-за этого размах крыльев и площадь поверхности крыла уменьшены, а значит, стрижам требуется развивать более высокую скорость полёта. Исследования показали, что наиболее быстрым из пяти американских стрижей в Коста-Рике является S. zonaris — самый крупный стриж, а самыми медленными — маленький S. rutila и C. cherriei. Из-за размеров и размаха крыла C. cryptus быстрее, чем C. niger. При этом минимальная скорость скольжения у последнего очень низкая. S. zonaris демонстрируют очень быстрый и плавный полёт, в котором смена высоты и направления осуществляется практически без взмахов крыльями. При полёте по прямой птицы держат крылья под углом 30—40 градусов, чередуя многочисленные махи крыльями на низкой амплитуде с короткими промежутками скольжения. S. zonaris могут делать серию взмахов полностью открытыми крыльями только чтобы быстро набрать скорость. Полёт C. niger представляет собой быстрое скольжение кругами, при этом крылья опущены ниже горизонтального уровня. Резкое ускорение, замедление или смена направления, в частности в погоне за насекомыми, сопровождается быстрыми взмахами крыльев. C. cryptus продолжительное время совершает быстрые взмахи крыльями, напоминающие полёт летучих мышей или быстрых голубей, в частности голубей-лептотилов (Leptotila). Полёт C. cherriei и S. rutila очень похож, птиц почти невозможно различить в воздухе. Птицы кругами скользят по воздуху на крыльях, опущенных ниже горизонтального уровня, и сопровождают такое скольжение сериями быстрых взмахов крыльями. При этом S. rutila иногда напоминают в полёте стрижей рода Chaetura.
Несмотря на то, что большинство способных к эхолокации стрижей принадлежат к трибе саланган, учёные полагают, что некоторые другие стрижи также обладают этой способностью. В частности, звуковые сигналы, напоминающие эхолокационные, издают белогорлый и пятнистолобый американские стрижи.

## Распространение

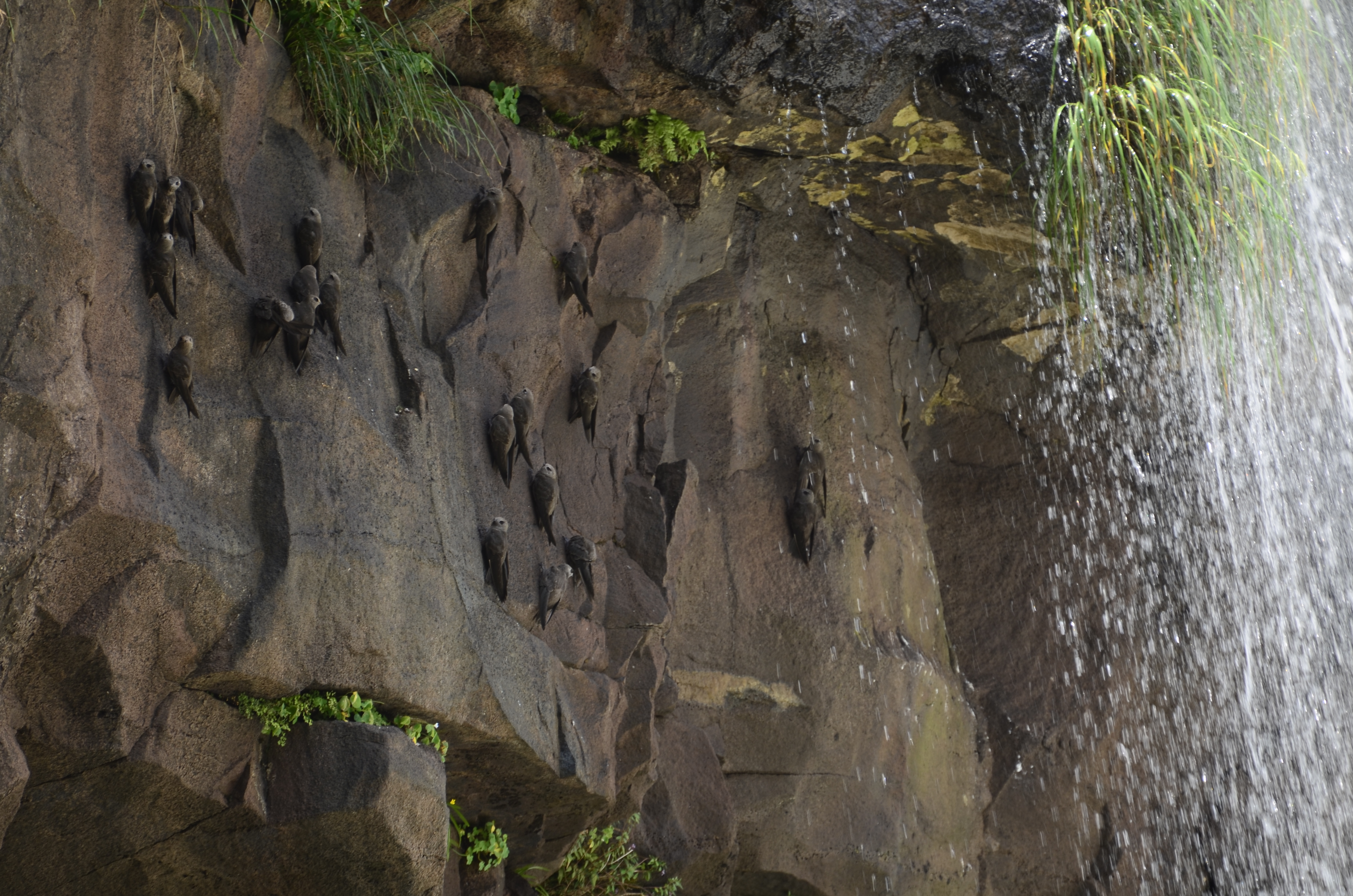
Сумеречные американские стрижи отдыхают за стеной воды

Стрижи подсемейства Cypseloidinae распространены на американском континенте, преимущественно в тропиках. Исключение составляет чёрный американский стриж, ареал которого простирается на север до юго-востока Аляски. Российский орнитолог Евгений Александрович Коблик называет всех представителей подсемейства американскими стрижами, однако ранее такое название использовалось только для рода Cypseloides.
Стрижи обитают в местах с достаточной концентрацией насекомых в воздухе и доступными местами для ночлега и размножения. Зачастую такие условия требуют продолжительных ежедневных перемещений. Широкие возможности в этом плане демонстрируют ошейниковые американские стрижи: в окрестностях национального парка Анри Питтье на севере Венесуэлы они могут кормиться в нескольких километрах от высокогорных районов, в которых они строят гнезда, а во время дождей добывать пищу над улицами близлежащих городов.
Как и большинство стрижей, представители подсемейства Cypseloidinae совершают кочёвки на большие расстояния. Чёрные американские стрижи во время миграции из Северной Америки в Южную срезают расстояния, пролетая над восточной частью Тихого океана. Они могут лететь впереди штормовых фронтов, перемещаясь от неблагоприятных погодных условий и преодолевая большие расстояния. При этом птицы пользуются вызванным штормами изобилием воздушного планктона. В частности, чёрных американских стрижей видели в Массачусетсе.
Некоторые представители подсемейства находятся под охраной. Международный союз охраны природы относит чёрного американского стрижа (Cypseloides niger) к уязвимым видам, а Cypseloides storeri американских стрижей — к видам, для оценки угрозы которым недостаточно данных. Остальные стрижи этого подсемейства относятся Международным союзом охраны природы к видам, вызывающим наименьшие опасения.

## Питание
Все представители семейства питаются исключительно насекомыми и пауками, однако рацион отдельных видов может сильно отличаться. Крупные стрижи легче добывают роящихся насекомых в местах концентрации отдельных видов на обширных территориях. Роящиеся насекомые составляют основу диеты стрижей подсемейства независимо от размеров птиц. Первым это отметил Генри Август Хеспленхайде в 1975 году в отношении крупных стрижей рода Streptoprocne, а Чарльз Коллинз (Charles T. Collins) распространил это наблюдение на всех стрижей подсемейства. При этом учёный отметил, что схожие принципы кормления могут наблюдаться у некоторых саланган. Например, в желудке ошейникового американского стрижа в Венесуэле было обнаружено 800 крылатых муравьёв, а в желудке белоголового американского стрижа — 681 огненный муравей Solenopsis geminata. Согласно исследованиям рода Cypseloides, маленький вид — пятнистолобый американский стриж — в основном ловит насекомых длиной 1—5 мм (87,3 % рациона), средний вид — белогорлый американский стриж — 3—5 мм (41,3 %) и 10—12 мм (38,4 %), самый крупный — чёрный американский стриж — 8—11 мм (82,3 %).
Основным методом охоты, как и у остальных стрижей, является «воздушное траление», когда птицы летают через скопления воздушного планктона с открытым ртом. При этом ошейниковые американские стрижи в Южной Америке могут охотиться на насекомых, потревоженных сезонными пожарами.
Стрижи подсемейства Cypseloidinae обычно крайне редко кормят своих птенцов. Интервалы кормление красношейного американского стрижа обычно превышают 100 минут, а чёрного американского стрижа — несколько часов. Возможно, кормление у некоторых видов происходит один раз в день на закате. Взрослые птицы не склеивают насекомых слюной, а держат их разрозненной массой в пищеводе, принося больше еды за раз и компенсируя редкое кормление. Раздутый пищевод у белоголового и ошейникового американских стрижей имеет длину 100—135 мм и диаметр 26 мм и может помещать 538—1078 насекомых.

## Размножение

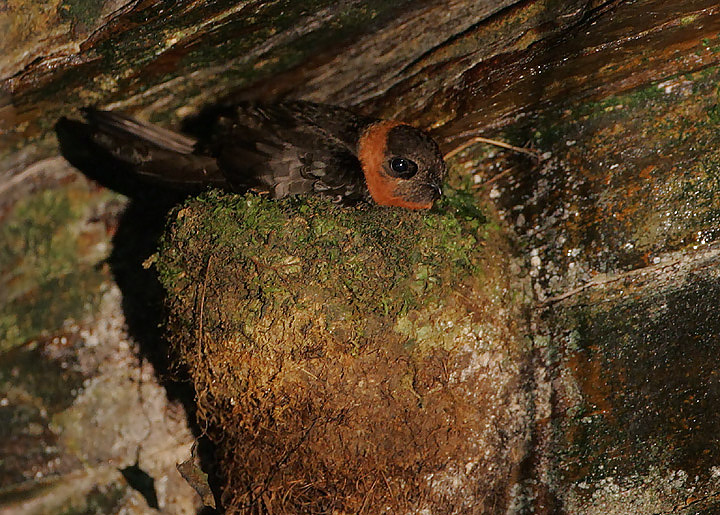
Самка красношейного американского стрижа на гнезде

В музейных коллекциях экземпляры стрижей подсемейства Cypseloidinae представлены крайне редко и обычно принадлежат разным регионам. В естественных условиях характерный окрас головы позволяет определить представителей подсемейства, однако не даёт возможности выделить конкретный вид. Таким образом, основная информация об этих стрижах получена при изучении их размножения. С разной степенью детализации были описаны S. rutila в Тринидаде (1962 и 1968 годы), C. niger в Калифорнии (1987 год и другие), S. zonaris и S. semicollaris в Мексике (1962, 1966, 1989), C. cherriei в Венесуэле (1980) и C. cryptus в Венесуэле (1984). Для остальных представителей подсемейства особенности гнездования либо не были описаны вовсе, либо были описаны неверно из-за проблем с идентификацией.
Представители подсемейства Cypseloidinae отличаются от остальных стрижей тем, что не используют слюну при строительстве гнезда. Это первоначальное утверждение неоднократно ставилось под сомнение. Ряд учёных полагал, что некоторые виды, использующие при строительстве хитин насекомых, получают слюну опосредованно из погадок. Встречается предположение, что в основу гнезда стрижи кладут мох, который за долгое время строительства гнезда (больше месяца у C. cherriei и S. rutila) пускает «корни» и таким образом крепится к поверхности.
Ошейниковые, белогорлые и красношейные американские стрижи демонстрируют брачное поведение, устраивая погони, когда за самкой устремляется два-три самца, иногда физически атакующих друг друга. Учитывая малый размер кладки, копуляция в воздухе особенно невыгодна для представителей этого подсемейства, так как она увеличивает риск стерильных яиц. Когда пары уже сформированы, белогорлые и ошейниковые американские стрижи могут купаться вдвоём под брызгами воды возле гнезда, при этом последние не дают приземлиться рядом другим птицам, поднимая одно или оба крыла. Пятнистолобые американские стрижи цепляются за выступы скалы со свободно свисающими крыльями, при этом вторая птица цепляется за плечи и верхнюю часть спины и связывается с первой хвостом. Такое поведение наблюдали Мануэль Марин (Manuel Marin) и Франк Гарфилд Стайлс.
Представители подсемейства строят гнёзда в прохладных местах с относительной влажностью свыше 95 % даже во время сухих жарких дней, всегда на вертикальных скалах около воды. Часто, чтобы добраться до ниши с гнездом, птицы должны пролететь сквозь толщу воды за водопад. Основным материалом для строительства гнезда являются мхи, печёночники и грязь. Количество грязи, используемой при строительстве гнезда, зависит от влажности места, в котором строится гнездо: чем больше влажность, тем больше грязи используется. Выбор мхов и печёночников для гнезда также очень важен. По форме гнёзда могут представлять собой плоские диски, чаши, получаши (прижатые к стене) или конусы, в зависимости от используемых материалов. Д. Уайтакр (Whitacre) высказал предположение, что форма гнезда зависит от угла наклона поверхности, на которой оно строится. Крупные тяжёлые стрижи предпочитают строить гнёзда на более пологой поверхности из-за их тяжести, в то время как лёгкие стрижи склоняются к вертикальным или почти вертикальным поверхностям с очень маленькими нишами для гнезда. По мнению учёного, белоголовый американский стриж использует больше грязи при строительстве гнезда, чем остальные стрижи подсемейства. Напротив, ошейниковый американский стриж часто использует хитин насекомых, который скорее всего получает из собственных погадок, возможно, с дополнением слюны или слизи, которые позволяют скрепить материалы для гнезда. Кроме того, ошейниковый американский стриж может собирать материалы со стен внутри пещеры, часто оставаясь на самом гнезде.
Стрижи рода Cypseloides откладывают яйца через один—три месяца после начала сезона дождей, который приносит материал для гнезда и подходящие условия для его склеивания. Представители рода Streptoprocne, напротив, откладывают яйца в конце сухого сезона, чтобы обилие насекомых в начале сезона дождей пришлось на период, когда птенцы уже вылупились. Эти стрижи также отличаются от колючехвостов размерами кладки, они обычно откладывают одно или два белых яиц. Яйца ошейникового американского стрижа одни из самых крупных среди всех стрижей, их размеры составляют 43 × 28,5 мм. Только что вылупившиеся птенцы обычно покрыты пухом. Исследуя 5 представителей подсемейства, обитающих в Коста-Рике, Марин и Стайлс отметили, что птенцы S. zonaris и S.rutila покрыты серым пухом и взрослое оперение приобретают к концу первого года, в то время как птенцы C. cryprus, C. cherriei, C. niger покрыты чёрным пухом, а взрослое оперение, по всей видимости, приобретают к концу второго года. Возможно, наличие пуха связано с жизнью в открытых гнёздах, в которых температура может сильно колебаться. Для стрижей характерен длительный период гнездования, причём дольше всего в гнезде остаются птенцы пятнистолобого американского стрижа — 65—70 дней.

## Систематика

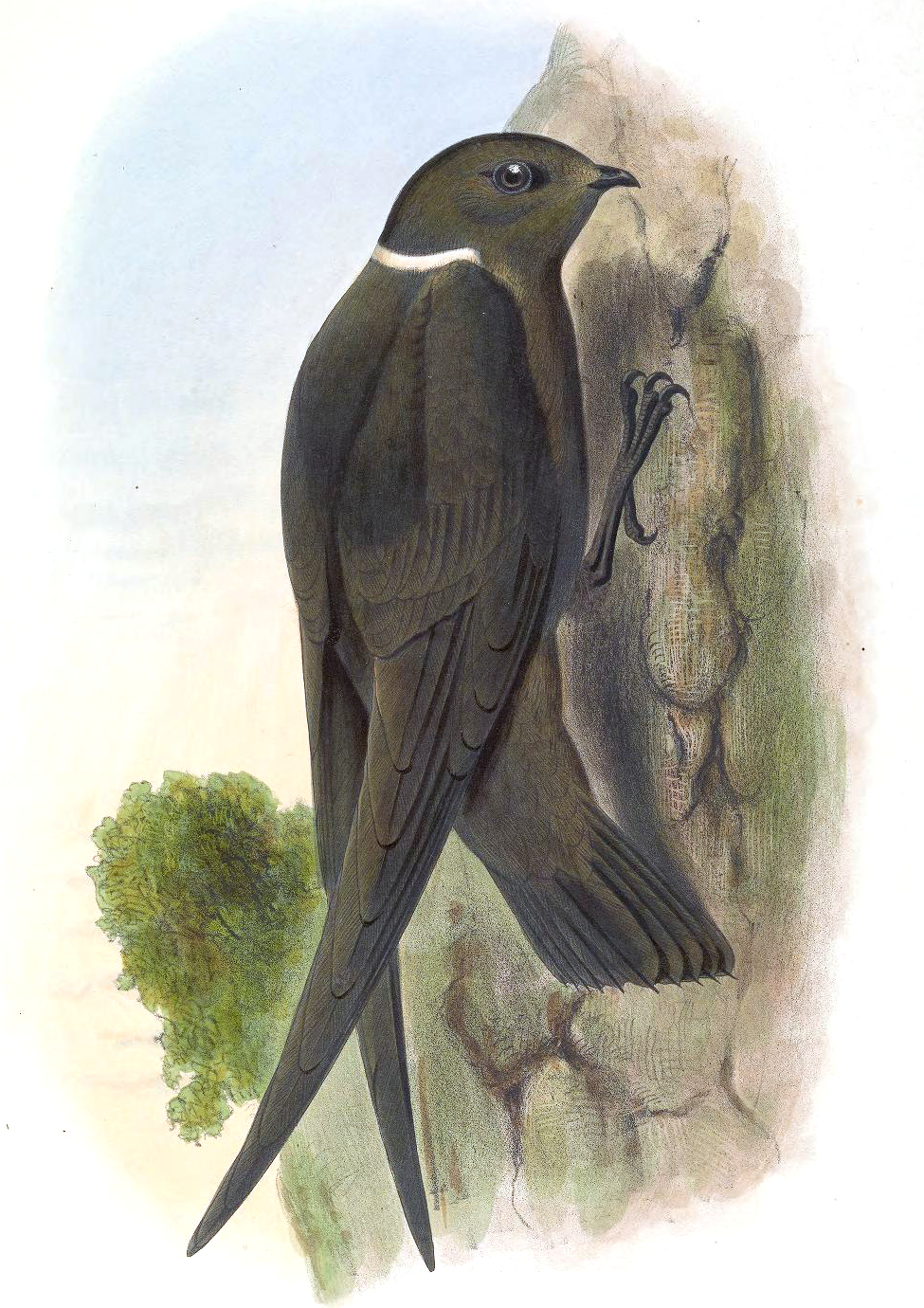
Иллюстрация белоголового американского стрижа в работе 1869 года

В 1838 году французский орнитолог Шарль Люсьен Бонапарт выделил стрижей в подсемейство Cypselinae в составе семейства ласточковых, в сравнительном анализе птиц Европы и Северной Америки это подсемейство включало три вида в двух родах. В 1865 году британский зоолог Филип Склейтер предложил деление стрижей на подсемейства Chaeturinae и Apodinae, основываясь на строении ноги птиц. В 1892 году немецкий орнитолог Эрнст Хартерт разделил Chaeturinae на три группы, одна из которых — Cypseloides — объединяла птиц с немного твёрдыми, но не острыми рулевыми перьями. В классификации, опубликованной американским орнитологом Джеймсом Ли Питерсом в 1940 году, было определено девять родов стрижей подсемейства Chaeturinae, при этом учёный выделил из рода Cypseloides монотипичный род Nephoecetes, а из рода Chaetura — род Streptoprocne. Он рассматривал род Aerornis, в который включал два вида — Aerornis senex и Aerornis semicollaris, — как связующее звено между родами Cypseloides и Streptoprocne. В такой классификации усомнился его соотечественник Джон Тодд Зиммер в своих трудах 1945 и 1953 годов, а затем и Лак, который в 1956 году описал особенности гнездования стрижей. Зиммер поместил Aerornis senex, Chaetura rutile и Nephoecetes niger в род Cypseloides, а Лак предложил объединить роды Cypseloides и Streptoprocne, а также оставшегося представителя рода Aerornis в один род. Лак отнёс к нему восемь видов из пяти родов по описанию Питерса и один вид, описанный позднее. Род Cypseloides снова был предложен к разделению на четыре рода американским зоологом Робертом Томасом Орром в 1963 году. В 1970 году Брук предложил выделить подсемейство Cypseloidinae, в которое включил роды Cypseloides, Nephoecetes, Aerornis и Streptoprocne, основываясь на классификации Питерса и Орра, а всех остальных стрижей поместить в подсемейство Apodinae. Позднее роды Aerornis и Nephoecetes были снова объединёны с Cypseloides.
Основные характеристики Cypseloidinae были сформулированы Лаком в 1956 году и поддержаны Бруком при описании подсемейства. Их критический анализ опубликовал в 1998 году американский орнитолог Марк Холмгрен (Mark Holmgren). Он посчитал, что крыло, у которого отсутствует пятое второстепенное маховое перо, не является отличительным признаком подсемейства, так как подобное строение также характерно для древесных стрижей, которых учёный отнёс к подсемейству Apodinae, а не выделил в отдельное семейство. Строение ноги и наличие пуха у птенцов также не являются отличительной особенностью представителей подсемейства Cypseloidinae, поскольку такие характеристики наблюдаются и у некоторых стрижей Apodinae. Наличие некоторых других характеристик Холмгрен поставил под сомнение. Несмотря на это, две сонные артерии и неиспользование слюны при строительстве гнезда, с его точки зрения, являются достаточно сильными признаками, чтобы поддержать выделение подсемейства. Холмгрен также отметил, что на стрижей подсемейства Cypseloidinae очень похожа салангана Hydrochous gigas. Она не способна к эхолокации, схожим образом выбирает место для строительства гнезда и при этом почти не использует слюну.
В настоящее время в составе подсемейства выделяют два рода:
- Cypseloides Streubel, 1848 — включает 8 видов[28];
- Streptoprocne Oberholser, 1906 — включает 5 видов[28].